# 阪急バス大阪営業所

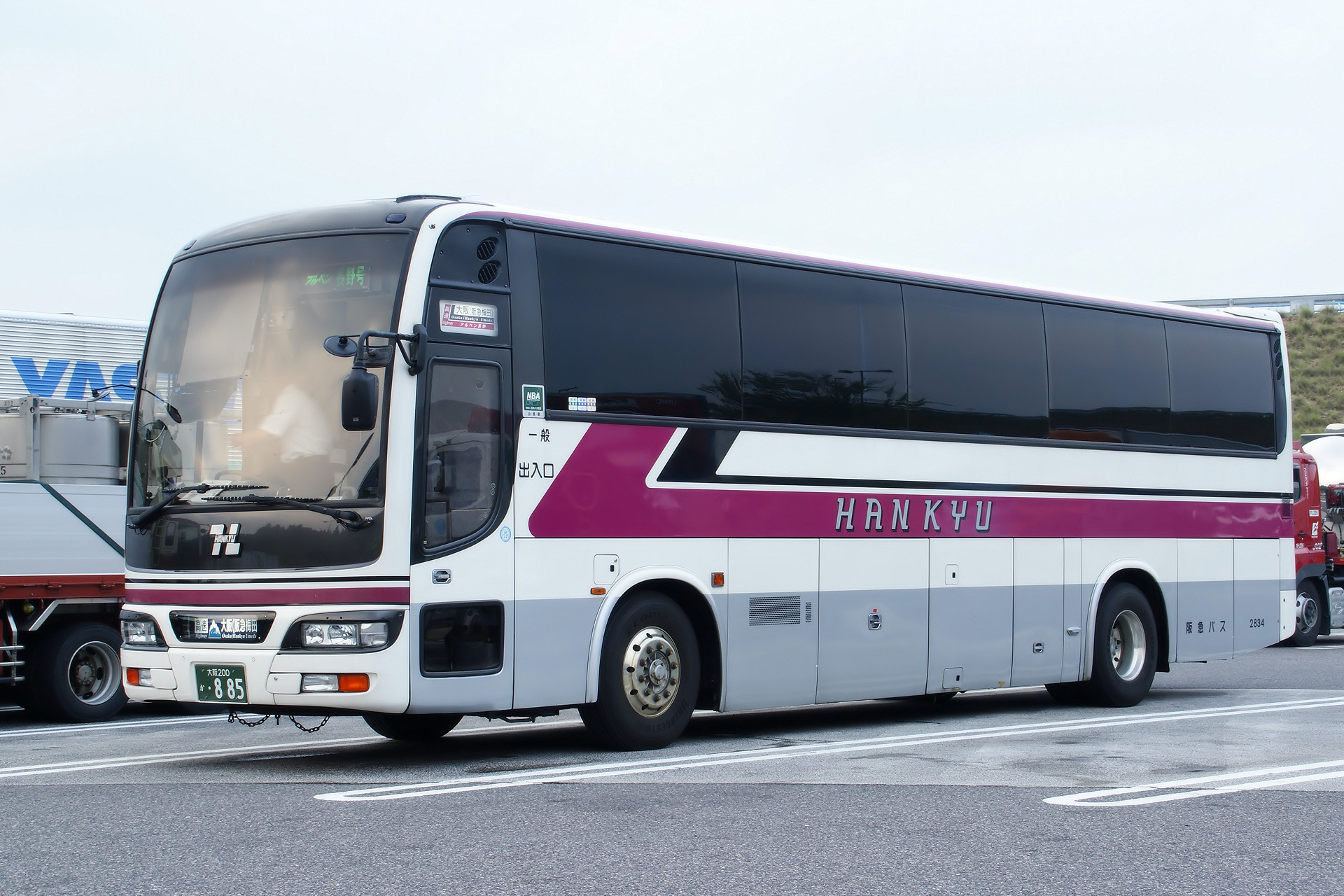
旧・豊中営業所所属の高速線（夜行）用車両

阪急観光バス大阪営業所（はんきゅうかんこうバス おおさかえいぎょうしょ）は、大阪府大阪市淀川区十三本町三丁目9番40号にある、阪急観光バスの営業所である。
一般路線バスにて表記されていた営業所表記は〇阪。
2020年12月10日にそれまでの豊中営業所（大阪府豊中市庄内西町）を移転する形で発足した営業所である。本項目では前身となる阪急バス大阪営業所と豊中営業所についても記載する。なお、豊中営業所時代の営業所表記は〇豊であった。2022年6月27日に残っていた一般路線バスの吹田営業所移管と2022年7月1日に高速バスの阪急観光バス移管に伴い同営業所は阪急バスとしては2022年6月30日をもって閉鎖となり、阪急観光バスとしては翌日に開設となった。

## 概要
阪急バス時代に担当していた一般路線は梅田から北側の大阪市内（北区・淀川区）と、豊中市、吹田市、箕面市及び兵庫県尼崎市に路線が延びていた。2007年2月1日からはPiTaPa・ICOCAに、2016年4月1日からは交通系ICカード全国相互利用サービスに対応している。また、1997年から2012年9月30日まではスルッとKANSAIの磁気カードにも対応していた。
各営業所の中で最も梅田に近いことから、高速道路を経由する有馬急行線や関東・信越から中国・四国地方をカバーする長距離の高速バス路線も当営業所が管理している。
また、豊中営業所の配下には、2020年7月19日まで加島出張所が大阪市淀川区加島の加島駅近くにあり、当営業所の傘下として一体的に運用されていた。
しかし、都市計画道路三国塚口線の整備に伴い、豊中営業所敷地の一部を大阪府に引き渡すことになり収容力不足となるため、2020年12月10日に、豊中営業所を大阪市淀川区十三本町三丁目に新設する「大阪営業所」へ移転させた。大阪営業所には社員食堂や阪急阪神東宝グループの給食施設・マンション入居者から集めた使用済み食用を精製したバイオディーゼル燃料（BDF）による発電機（ヤンマー製）を設置している。
また、豊中営業所に併設していた阪急バス本社についても2021年3月に豊中市岡上の町一丁目の阪急宝塚本線岡町駅 - 豊中駅間の高架下（克明小学校前停留所近く）に移転となった。
本社・豊中営業所跡地は道路拡張用地に転用された部分以外は、イオンタウン運営の商業施設『イオンタウン豊中庄内』となり（キーテナントはダイエーが運営するイオンフードスタイル豊中庄内店）、2022年12月2日にグランドオープンする。
所在地
- 大阪営業所 - 大阪市淀川区十三本町三丁目9番40号[1]
  - 最寄停留所：「淀川警察署前」（ただし当停留所を起終点とする系統・便は設定されなかった）
  - ナンバープレートは「なにわ」（豊中営業所から異動となった車両は「大阪」から付け替え）

以下は廃止された営業所・車庫
- 豊中営業所 - 豊中市庄内西町5丁目1番24号
  - 最寄停留所：「日出町」（2020年10月4日までは「日出町（阪急バス本社前）」としていた）。営業所前にある国道176号の交差点も「阪急バス本社前」となっていたが、2022年6月頃に「日出町」に変更された。
- 加島出張所 - 大阪市淀川区加島3丁目中4番10号
  - 最寄停留所：「加島西」
  - 加島出張所は大阪市内にありながら、常駐する車両は「なにわ」ナンバーでは登録せず豊中営業所と同じ「大阪」ナンバーになっていた。加島出張所の跡地は阪急タクシーの大阪営業所となり、タクシー車両は「なにわ」ナンバーになった。

なお、1970年3月まで、豊中市夕日丘に初代の豊中営業所（通称・熊野田車庫）があったが、千里営業所の開設により閉鎖となり、当時の庄内営業所が2代目の豊中営業所となった。

## 一般路線
2020年10月5日に、同年12月の大阪営業所への移転を前提に、阪北線を中心とした路線再編を実施した。一部系統は千里および吹田の両営業所に移管した。これより前には2020年7月19日の運行をもって加島線の廃止が行われるなど、担当路線の再編・縮小が行われている。なお、改変後も大阪営業所移転までは豊中営業所が引き続き運行を担当した。2021年4月1日の再編でさらに運行路線の見直しが行われ、豊中病院線・クリーンランド線・阪北線91系統が廃止となり当営業所の担当路線はさらに縮小した。2022年6月27日には阪北線の梅田 - 阪急園田駅系統（11系統）とUMEGLE-BUSも吹田営業所へ移管され、当営業所は一般路線の担当が無くなった。

### 有馬急行線
大阪・梅田と神戸市北区の有馬温泉を結ぶ路線で、1948年7月15日より運行している。
阪急にとっては、阪急電鉄の前身が『箕面有馬電気軌道』という名称であったように大阪から有馬まで電車を通す計画があったが、結局六甲山内の区間を鉄道ではなくバスによって接続し、梅田と直通した格好になる。
当初は一般道を走っていたが、1972年5月より中国自動車道（中国池田 - 宝塚IC）を経由するようになり、スピードアップが図られた。1976年8月に中国道の通過区間を宝塚ICから先、西宮北ICまで延ばし、新たに急行便を設定した。また、一時期には蓬萊峡などを経由する系統も設定していたことがある。また、有馬や西宮市山口地区住民の、大阪方面への通勤利用を目的とした施策として、1989年6月から西宮市北六甲台を経由する系統を設定していたこともあるが、1996年7月20日に運行を取りやめている。他にも2008年8月31日までは宝塚インター、西宮名塩、西宮北インター、山口支所前、上山口、中野の各停留所にも止まる各停便も存在していた（詳細は後述）。
高速道路を経由する路線ながら、分類上はいわゆる「高速バス」ではなく「一般路線」として分類されており、公式サイトを始めとする各種案内上も「高速バス、有馬急行線では利用できません」というように、必ず「高速バス」とは別に表記されている。
2013年4月1日より阪急観光バスとの共同運行になった。
2017年7月13日からは、外国人観光客増加の対応のため、大阪国際空港（伊丹空港）を経由する便が3往復設定され、直通便も増便された。
いずれも、定員55人乗り（補助席10席含む）ハイデッカー車を使用する。
関連路線として京都 - 有馬温泉の高速バスがあり、競合路線として西日本JRバスの有馬エクスプレスがある。
2021年9月25日からは全便が阪急観光バスによる運行に変更となった。
運行系統
- 特急 ： 梅田（阪急三番街） - （ノンストップ） - 有馬温泉（所要約55分）
- 急行 ： 梅田（阪急三番街） - 新大阪 - 千里ニュータウン - 有馬温泉（所要約60分）
- 空港 ： 梅田（阪急三番街） - 大阪国際空港 - 有馬温泉（所要約60分、大阪国際空港 - 有馬温泉間は約30分）

運行便数
- 2021年5月現在（正規ダイヤ）
  - 大阪梅田→有馬温泉 18便
  - 有馬温泉→大阪梅田 19便

## 高速線
阪急バスでは、高速バスに該当する路線を「高速線」と総称しており、全ての路線を子会社の阪急観光バスが管轄している。各路線の詳細は、路線ごとのページもあわせて参照のこと。
いずれの路線も同業他社との共同運行を行なっているが、路線名が統一されていないこともある。以下では、原則として阪急バスでの呼称で表記している。

### 信越方面
| 路線名              | 愛称           | 運行時間帯 | 共同運行     |
| ------------------- | -------------- | ---------- | ------------ |
| 大阪・京都 - 長野線 | アルペン長野号 | 昼行・夜行 | アルピコ交通 |
| 大阪・京都 - 松本線 | アルペン松本号 | 昼行・夜行 | アルピコ交通 |
| 大阪 - 諏訪・茅野線 | アルペン諏訪号 | 昼行・夜行 | アルピコ交通 |

#### 大阪 - 岡谷・諏訪・茅野線（アルペン諏訪号）
路線概要
大阪府大阪市と長野県茅野市を結んでいる。運行本数は昼行1往復、夜行1往復の計2往復である。
以前はアルピコ交通（旧・諏訪バス）との共同運行であったが、2013年7月13日以降はアルピコ交通（諏訪支社・大阪支社）の運行となり、阪急バスは予約・発券業務のみ行っている
停車停留所
阪急三番街高速バスターミナル - 新大阪（阪急バスターミナル） - 千里ニュータウン（北大阪急行桃山台駅） - 高速長岡京 -★京都駅前 - 京都深草 - 岡谷駅 - 下諏訪 - 上諏訪 - 茅野バスターミナル - 八ヶ岳（美濃戸口）
★は夜行便のみ停車。
途中、恵那峡SA、多賀SAにて休憩する。

### 北陸方面
| 路線名        | 愛称 | 運行時間帯 | 共同運行会社 |
| ------------- | ---- | ---------- | ------------ |
| 大阪 - 富山線 | -    | 昼行・夜行 | 富山地方鉄道 |

### 近畿方面
| 路線名            | 愛称 | 運行時間帯 | 共同運行会社 |
| ----------------- | ---- | ---------- | ------------ |
| 大阪 - 宮津線     | -    | 昼行       | 丹後海陸交通 |
| 有馬温泉 - 京都線 | -    | 昼行       | 京阪バス     |

#### 有馬温泉 - 京都線
路線概要
有馬温泉と京都駅間、65kmを結ぶ高速バス。2018年2月25日に運行開始、京阪バスとの共同運行で8往復（各社4往復）を運行する。所要時間は約1時間15分、予約制。
停車停留所
- 有馬温泉 - 名神高槻 - 京都駅八条口（H2のりば）
名神高槻は京都方面は降車、有馬温泉方面は乗車のみ。

車両
乗車定員40名、後部トイレ付きハイデッカー車で運行。

#### 予約発券のみ
以下の路線では、阪急三番街高速バスターミナルの窓口において、阪急バスに予約・発券業務が委託されている。
- 特急バス（全但バス）
  - 大阪 - 城崎温泉線
  - 大阪 - 湯村温泉線（阪急観光バスとの共同運行）
- 近舞線（京都交通・日交シティバス。窓口の提供のみ）

### 中国方面
| 路線名                  | 愛称       | 運行時間帯 | 共同運行会社       |
| ----------------------- | ---------- | ---------- | ------------------ |
| 大阪 - 松江・出雲線     | くにびき号 | 昼行       | 一畑バス           |
| 大阪 - 中国新見・三次線 | -          | 昼行       | 備北バス・中国バス |

備考
「中国新見・三次線」は、運行会社により停車地が異なるため、注意が必要（例として、阪急・備北は阪急梅田、中国は新大阪が起終点）。古くは東城町（庄原市）発着だった。

### 四国方面
| 路線名              | 愛称                                         | 運行時間帯 | 共同運行会社                                               |
| ------------------- | -------------------------------------------- | ---------- | ---------------------------------------------------------- |
| 大阪 - 鳴門・徳島線 | パールエクスプレス徳島号                     | 昼行       | 阪神バス・南海バス・徳島バス                               |
| 大阪 - 阿波池田線   | しこくさぶろうエディ号                       | 昼行       | 四国交通                                                   |
| 大阪 - 高松線       | さぬきエクスプレス号・高松エクスプレス大阪号 | 昼行       | 西日本ジェイアールバス・四国高速バス・ジェイアール四国バス |
| 大阪 - 高知線       | よさこい号                                   | 昼行・夜行 | とさでん交通                                               |
| 大阪 - 松山線       | オレンジライナーえひめ号                     | 昼行・夜行 | 伊予鉄バス                                                 |

#### 大阪 - 松山線
路線概要
大阪市と松山市・八幡浜市を結ぶ路線。
主な停車停留所
大阪梅田（阪急三番街） - 新大阪 - 千里ニュータウン - （千里中央） - 宝塚IC - 西宮北IC ⇔ 川内IC - 道後温泉 - 松山市駅 - 八幡浜
路線沿革
- 1990年4月27日： 大阪梅田 - 松山市・八幡浜線を運行開始。
- 1998年4月： 明石海峡大橋の開通に伴い、大阪線の一部便をルート変更。
- 2001年12月21日： 1日4往復に増便。
- 2005年3月15日： 1日6往復に増便。
- 2008年2月22日： 大阪梅田 - 松山市・八幡浜線を1日6往復から1日8往復に増便。
- 2014年9月1日： 一部の便を有馬温泉とUSJにルート変更。
- 2024年4月1日： 阪急バスが運行する1往復について、所要のバス2台（セレガ）を伊予鉄バスに貸し出し、運行と管理を委託。

備考
- 独立3列シート29人乗り車で運行する（阪急はエアロクイーン、伊予鉄はセレガ。また、夜行便は阪急・伊予鉄とも仕切りカーテンあり）。
- 近年はコンセント装備車両が増えてきている。
- フリーWi-Fiサービスが導入されている（阪急・伊予鉄とも）。

### 九州方面
2003年以降、全線の運行業務（福岡・鹿児島・長崎の3方面）を阪急観光バス（大阪営業所）に移管した。ただし、1989年に同社を分社する前の大阪観光営業所には『ムーンライト号』の2代目車両が配置されていた。2017年3月31日出発便をもって阪急バス初の夜行高速バスであった福岡線『ムーンライト号』が休止となり、阪急バス系の九州路線は全て運行終了となった。

## 過去の担当路線（一般路線）

### 加島線

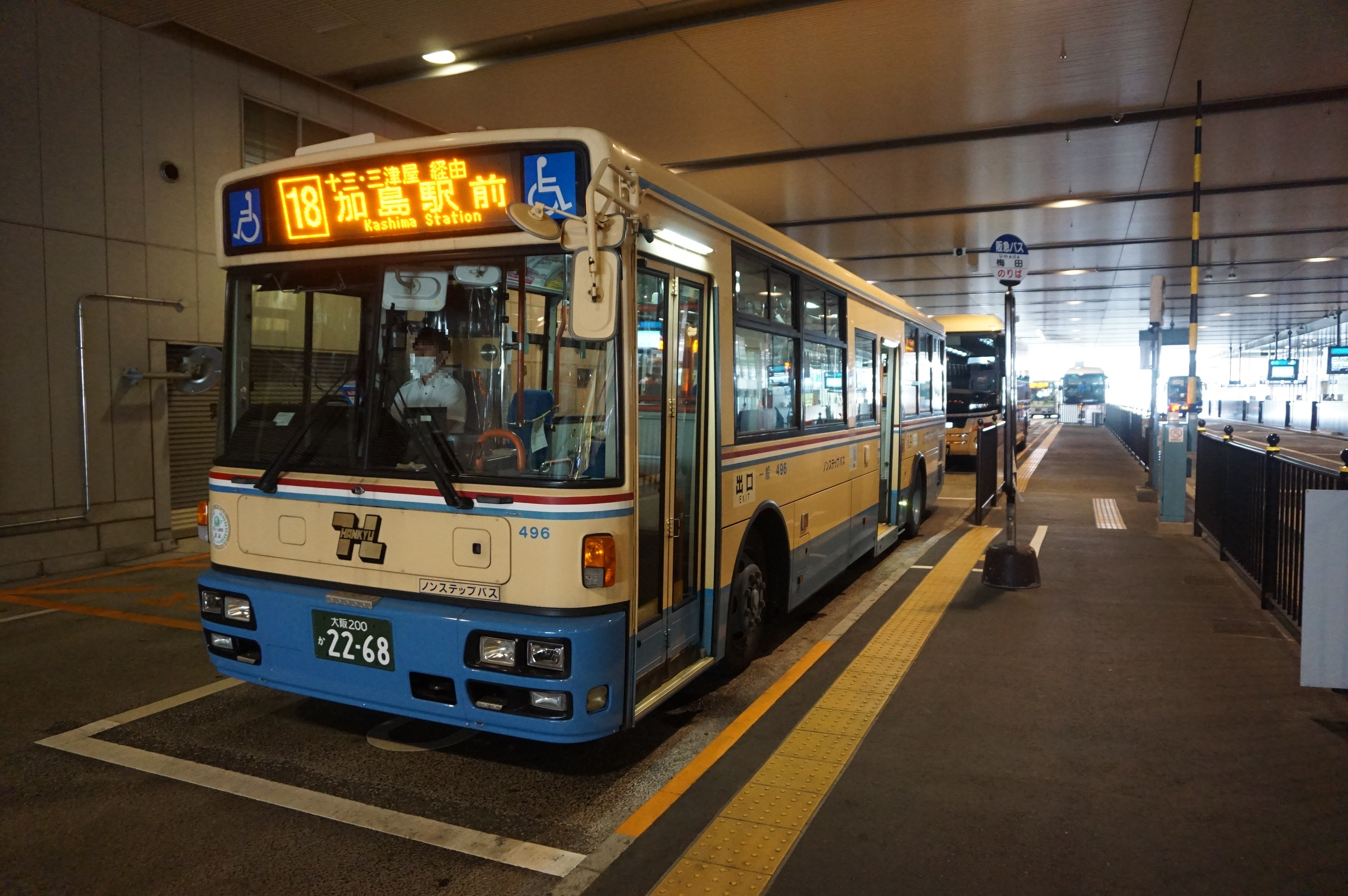
梅田（JR高速バスターミナル内）で発車を待つ加島線

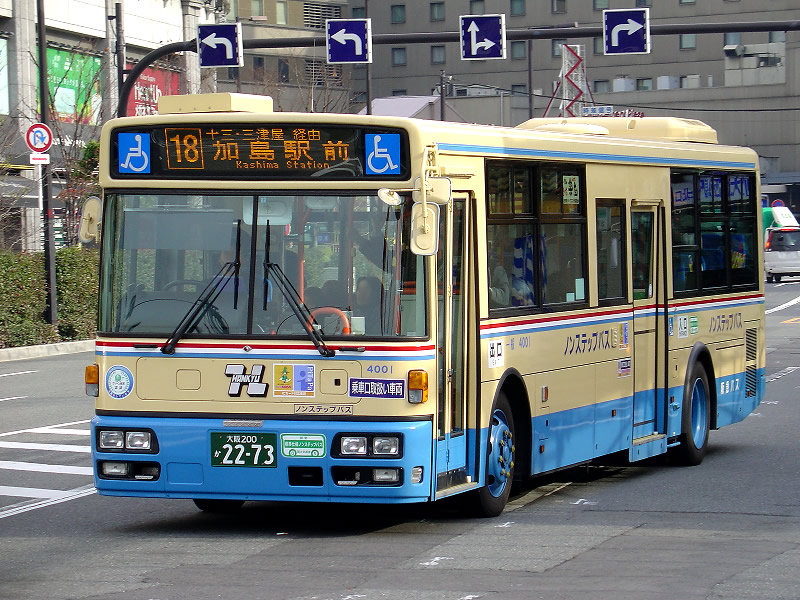
加島線では中型ロングボディ車も運用していた

梅田から十三を経て、JR東西線の加島駅までの大阪市内をメインとする路線で、一部便は兵庫県尼崎市へも伸びていた。また、1990年代までは「阪丹線」という路線名で、伊丹市（阪急伊丹方面）まで運行する系統も存在した。大阪市内では大阪シティバスの97号系統と一部を除き並行していた。
梅田の乗降場は阪北線とは異なり、JR大阪駅北口のノースゲートビルディング1階にある、JR高速バスターミナル（大阪駅北側バスターミナル）に設置されていた。ターミナルが西方向への一方通行となっている関係で、ここを出発すると大淀南一丁目を経由しており、逆方向が国道176号を直進してくるのとは経路が大きく異なっていた。
加島西には加島出張所（前述）があり、当路線運用の長尺大型車が常駐していたが、後年は中型ロングボディ車も使用された。また、大阪シティバスの昼間回数券は当路線でも使用できた。
1926年に神崎橋 - 十三間で営業開始、戦後の1948年には大阪市との協定を結び梅田へ延伸した。その後、1954年には神崎橋を越えて阪丹線として伊丹方面（昆陽の里・総監部）と梅田を結ぶ系統の設定も行われた。
JR東西線の開業前は、梅田発着便は昼間時でも6分毎で、並行する旧・大阪市営バス（現在の大阪シティバス）97号系統（当時は幹線97号系統）を合わせると、待たずに乗れるほどの濃密なダイヤだった。1997年3月8日の東西線開業後は加島駅へ乗り入れるとともに7 - 8分毎と減便こそされたものの、市バスと合わせかなりの数が保たれていた。
しかし21世紀以降、2009年8月1日・2013年7月13日と改正の度に減便が続き、最終期となる2018年12月1日のダイヤ改正では、19系統（加島駅前 - 西川 - 阪急塚口）は全廃となり、18系統のうち加島駅前 → 西川間は土休日1本のみとなり、メインの梅田 - 十三 - 加島西 - 加島駅前間も、運転手不足と乗客減少という名目で大幅な減便が実施され、平日は概ね30〜40分間隔、土休日もほぼ40分間隔での運行となり、始発の繰り下げや終発の大幅な繰り上げも実施された。
2020年7月19日の運行をもって廃止。94年の歴史に幕を降ろし、同時に加島出張所も閉鎖された。
- 17系統：十三 - 加島西
  - 廃止直前時点の17系統は平日朝ラッシュ時のみの運行。梅田発着の間に入る形で運行していた。
  - 1997年の再編前は、梅田発の加島線はいずれも17系統であった。またこの再編までは最長で阪急伊丹まで乗り入れていた他、さらに先の昆陽ノ里まで乗り入れていた時代もある。
- 18系統：梅田（大阪駅北側バスターミナル） - 十三 - 加島西 - 加島駅前 → 西川
  - 系統番号は、1980年代頃からJR東西線の開業前まで、全て17系統に統一されていた。東西線開業以降、十三 - 加島西系統を除き18系統とした。
  - 西川行きは土休日1本のみで、神崎川を渡って尼崎市に入ってすぐのところで終点となる。西川方向のみであったが、先述の通り元は往復系統であった。
  - 2009年8月1日改正までは阪急塚口に乗り入れる便もあった他、阪丹線時代は総監部前まで乗り入れていた。

### 千里空港線
時期によっては、千里営業所が運行を担当したこともある。
1987年に、大阪大学（阪大）の豊中・吹田の両キャンパスの接続を企図して、従来から運行の161系統を延伸する形で、164系統が新設された。延伸当初の164系統は、日曜・祝日運休であった。
この路線は空港連絡目的のためJTB（現・JTBパブリッシング）の大型時刻表にも掲載されていた阪急バスの看板路線だったが、大阪モノレールと完全に並行することから、1997年にモノレールが大阪空港に延伸されたことを受けて 千里中央 - 大阪国際空港 が廃止になった。しかも千里空港線は、現在の少路駅に程近い「島熊山」と「上野口」、現在の柴原阪大前駅前にあった「柴原公園前（廃止）」といった停留所を経由していたこともあり、モノレールで代替可能と判断された。
164系統の阪大本部前 - 千里中央 の区間は、モノレール延伸後も阪大病院線として運行が続けられた。当初は千里空港線廃止当時と同じく千里営業所が担当していたが、2005年に164系統と同区間を運行する茨木営業所の茨木美穂ヶ丘線100系統が164系統に改番され、2006年に千里担当分は全て石橋営業所に移管され、石橋営業所と茨木営業所が担当していたが、2024年改正で減便の上、全便千里営業所の担当に戻った。
なお、千里空港線の阪大病院前延伸後しばらくは、出入庫系統として162・163系統も少数運行されていた。
- 161系統：千里中央 - 島熊山 - 柴原口 - 阪大豊中学舎前 - 蛍池 - 大阪国際空港
- 164系統：阪大本部前 - 千里中央 - 島熊山 - 柴原口 - 阪大豊中学舎前 - 蛍池 - 大阪国際空港
- 162系統：日出町 - 庄内駅前 - 豊中 - 蛍池 - 阪大豊中学舎前 - 柴原口 - 島熊山 - 千里中央
- 163系統：阪大本部前 → 千里中央 → 島熊山 → 柴原口 → 阪大豊中学舎前 → 蛍池 → 豊中 → 庄内駅前 → 日出町

### 岡町加島線
加島駅前と阪急岡町（岡町駅）を結んでいた路線で、利用者の減少に伴い2014年12月27日に全系統が廃止された。
平日昼間は豊中病院線と共に市立豊中病院へのアクセスとして柴原駅まで運行していた。庄内出張所発着の75系統は、そのうち1往復だけ設定されていた。
なお、阪神高速11号池田線の外側を通る府道10号大阪池田線を経由するため、上津島停留所は阪北線・庄本線（現在の吹田線）とは別の場所（100mほど東側）にあった。
JR東西線の開業までは、76系統が加島から西淀川区内の歌島橋を経由して千舟橋まで運行されていた。路線名も「千舟線」で、JR東西線開業後の改正で加島駅前乗り入れと引き換えに加島以南を廃止し路線名も変更された。
- 75系統：庄内出張所前 - 名神豊中 - 上津島 - 走井 - 阪急岡町 - 豊中 - 柴原口 - 柴原駅
  - 平日のみ。
- 76系統：加島駅前 - 名神豊中 - 上津島 - 走井 - 阪急岡町 - 豊中 - 柴原口 - 柴原駅
  - 阪急岡町折り返しあり。

### 阪北線
北は箕面、南は梅田、東は新大阪、西は阪急園田といった、大阪市内北部から大阪府北部の衛星都市や兵庫県尼崎市へ向けて運行している路線の総称である。
阪北線のルーツは戦前にまでさかのぼり、全盛期には池田、宝塚などとを結ぶ系統、千里中央や大阪国際空港発着系統も運行していたが、併走する阪急宝塚本線の利便性向上に伴って、また国道176号を経由し長距離かつ渋滞の影響を受けやすいこと、営業所の移転などに伴い幾度かの再編を経て現在に至る。
2020年10月5日の営業所移転時には大幅な再編を実施。
新大阪 - 大阪国際空港系統については、このうち豊中 - 大阪国際空港間を廃止し梅田 - 箕面系統と統合の上、新大阪 - 柴原駅・箕面系統（50系統）に変更し千里営業所へ移管。
日出町 - 千里中央系統は、豊中以北に関しては並走する豊中市内線（45・49系統）に統合し、豊中 - 日出町の運行は廃止。
庄本線（20番台各系統）は、平日朝夕のみの江坂駅前発着循環系統（21・22系統）は廃止。阪急園田 - 江坂系統（24系統）は、吹田線のJR南吹田経由（85系統）と統合の上、阪急園田 - 江坂駅前 - JR南吹田 - JR吹田（24系統）に再編。吹田線へ組み込みの上、吹田営業所に移管。
以上の結果、豊中→大阪営業所担当で残るのは、梅田 - 上津島・阪急園田系統（11系統）と豊中 - 緑地公園系統（91系統）のみとなったが91系統は2021年3月28日をもって運行終了し、11系統も吹田営業所移管後の2023年11月5日をもって廃止。
また、再編後の24系統・50系統ともほぼ1時間毎の運行のため、日出町 -  豊中間や梅田 - 新高一丁目間では1時間2 - 3便程度あった運行頻度がほぼ1時間毎になっている。

#### 梅田 - 上津島・阪急園田系統
梅田から日出町まで国道176号経由を北上し、日出町から大阪府道152号庄本牛立線を西進、庄本から再び北上して豊中市西部の上津島（こうづしま）を経て、尼崎市に入り阪急園田まで運行する系統。一部の便は上津島止めとなる。
大阪市内側の起点である「梅田」は、元々阪急百貨店の正面に停留所があったが、現在は百貨店西側のJRガード下で乗降扱いを行っている。梅田付近では、往路が阪急三番街・ちゃやまち経由、復路が済生会病院前（国道176号高架上）経由となる。十三付近では往路は一方通行規制により淀川警察署前停留所には停車しない。また、豊中・尼崎市境の利倉西から阪急園田までは無停車となる。
2000年12月7日のダイヤ改正以後、上津島発着便の一部を阪急園田まで延伸した。梅田側では豊中・箕面系統と合わせて30分毎となっており、阪急園田へは1時間もしくは2時間へ1回となり一部が上津島での折返しとなる。2013年7月13日のダイヤ改正より日出町までの区間便も設定された。
前述の豊中営業所移転に伴う改正後は、日中の日出町 - 阪急園田間は、江坂・吹田方面からの吹田線24系統（旧・庄本線）と合わせて30分毎（1時間に2便、11系統と24系統が各1便）の運行になる。なお、梅田 - 日出町間の区間便は廃止となった（大阪営業所への移転後も出入庫系統の設定は行われなかった）。
運賃は大阪市内は210円均一、それ以外は初乗り220円の区間制となる。大阪市内（梅田 - 新三国橋）に関しては大阪シティバス・阪急バスの昼間回数券が相互に共通利用可能であったが、2022年5月31日をもって大阪シティバス発行の昼間回数券の利用はできなくなる。また、阪急バスにおける大阪市同調区間回数券も2021年5月31日をもって発行を終了した。
大阪営業所に最後まで残った当系統も2022年6月27日をもって、吹田営業所に管轄が変更され、2023年11月5日をもって廃止。こちらも参照。
- 11系統：梅田（阪急百貨店前） - 十三 - 新高一丁目 - 日出町 - 庄内出張所前 - 上津島 - 阪急園田
  - 豊中営業所時代に運行されていた出入庫系統の梅田 - 日出町間の区間系統は廃止となった。

#### 梅田 - 箕面系統
2000年12月7日のダイヤ改正から、箕面発着便は平日のみとなり、土曜・休日は全便豊中止まりとなった。
63系統は市立豊中病院の移転に合わせて、1998年9月に13系統の柴原駅を経由する系統として設定された。梅田発着は概ね1〜2時間に1回で、箕面発着は平日のみであり、土休日はすべて豊中止めとなる。日出町発着は箕面側で1時間毎とするため梅田発着の間に設定される。2013年7月13日より梅田 - 箕面便が増発されている。
なお、並行する阪急宝塚線と箕面線は豊中市と箕面市の間に池田市を経由するが、当系統は経路の関係で同市を一切通らず直接豊中市と箕面市を結ぶ。
比較的長距離で幹線道路を走行するが、13系統の車両は基本的に日産ディーゼルの中型ノンステップバスが限定使用されていた。
- 13系統：梅田（阪急百貨店前） - 十三 - 新高一丁目 - 日出町 - 庄内駅前 - 豊中 - 柴原 - 箕面高校前 - 箕面
  - 箕面発着は平日のみで、多くは豊中折り返しだった。
- 63系統：梅田（阪急百貨店前） - 十三 - 新高一丁目 - 日出町 - 庄内駅前 - 豊中 - 柴原駅（市立豊中病院前）- 柴原 - 箕面高校前 - 箕面
  - 平日のみで、日出町 - 箕面の区間便もあった。

#### 大阪国際空港 - 新大阪系統
旧称「空港線」。1997年4月の千里中央 - 空港系統の廃止により、阪北線に編入された。
160系統は大阪国際空港と豊中市内を結ぶ目的で運行されており、1984年3月に、昼間のみ新大阪まで延長されるようになった。2013年7月13日より新大阪発着が増発された。
この系統は、大阪国際空港の航空機利用客や、新大阪駅の新幹線利用客を中心に外国人客の利用が見込まれるため、車内放送では始発停留所発車時と終点停留所到着前や途中の主要な停留所で英語放送が行われているほか、大阪国際空港行きは行き先表示に航空機をあしらったピクトグラムを行先表示器に表示して運行している。
前述の豊中営業所移転に伴う改正で、新大阪 - 柴原駅・箕面の50系統に再編される形で系統廃止となり、国道176号線沿線 - 大阪国際空港間を乗り換えなしで行き来する事ができなくなった。また、160系統の廃止と同時に、同系統のみが経由していた「蛍池北町」停留所も、今回の改正で廃止された。
- 160系統：新大阪 - 新高一丁目 - 日出町 - 庄内駅前 - 豊中 - 蛍池 - 大阪国際空港
  - 日出町 - 大阪国際空港の区間便あり。

#### 千里中央方面
9系統と10系統は豊中以北の経由地違いで、交互に運行される。各系統2時間毎で、経路が異なる区間以外は両系統を合わせて1時間毎であった。
豊中以北では他に千里営業所管轄の豊中市内線があり、9系統と並行して49系統（9系統と合わせ終日1時間毎）、10系統と並行して45系統（10系統含め日中15分毎）が運行されているほか、49系統では共同運行も行っていた。改編で49系統と45系統に集約、全便が千里営業所の担当になった。
- 9系統：日出町 - 庄内駅前 - 豊中 - 上野坂下 - 上野坂一丁目 - 千里中央
- 49系統：豊中 - 上野坂下 - 上野坂一丁目 - 千里中央
  - 豊中市内線の同経路と系統番号統一。
- 10系統：日出町 - 庄内駅前 - 豊中 - 東豊中団地前 - 東豊中 - 千里中央

#### 庄本線
阪北線のうち、江坂駅前を発着する20番台の系統群は「庄本線」とも呼ばれていた。
前述の豊中営業所移転に伴う改正後は、24系統が吹田営業所に移管され、吹田線85系統（JR吹田 - JR南吹田 - 江坂駅前 - 阪急曽根）の一部区間と統合され、JR吹田 - JR南吹田 - 江坂駅前 - 庄内駅前 - 上津島 - 阪急園田という、ロングラン系統となった。同時に、JR南吹田 - 南小学校前間に「南吹田三丁目」停留所が新設される。
一方、循環系統である21・22系統は廃止され、22系統の上津島止まりの便と21系統の上津島始発は24系統に統合となり、朝と夜の一部を除いて阪急園田発着に変更される。また、21・22系統の廃止に伴い、「上津島東」「服部寿町二丁目」「服部寿町三丁目」の各停留所は廃止となった。
同時に阪急園田における24系統ののりばは、北口2番のりばから1番のりば に変更。これにより、同2番のりばは梅田行き11系統のみののりばに変更されている。
- 21系統：江坂駅前 → 服部寿町三丁目 → 上津島 → 庄本 → 日出町 → 庄内駅前 → 稲津町三丁目 → 江坂駅前
  - 循環、平日のみ。
  - 上津島や日出町始発もあった。
- 22系統：江坂駅前 → 稲津町三丁目 → 庄内駅前 → 日出町 → 庄本 → 上津島 → 服部寿町三丁目 → 江坂駅前
  - 循環、平日のみ。
  - 上津島や日出町止まりもあった。
- 24系統：江坂駅前 - 稲津町三丁目 - 庄内駅前 - 日出町 - 庄本 - 上津島 - 阪急園田

#### 豊中 - 緑地公園駅系統
発足当初は吹田営業所担当の吹田線として運行されていたが、1997年の豊中病院線の整備に伴い移管された。豊中病院線・64系統の短縮運行と捉えることもできる。土休日のみの運行。運賃は220円均一（廃止時）であった。
吹田営業所担当の頃は、桜塚 → 克明小学校前 → 豊中 → 北桜塚 → 桜塚 の一方循環運行（豊中に到着する前の克明小学校前からも緑地公園駅前方面への乗車が可で、緑地公園駅前方面から乗車した際にも豊中発車後の北桜塚で降車が可）だったが、移管後は豊中を起終点とする扱いとなり、豊中をまたいで利用することができなくなった。
- 91系統：豊中 - 豊中市役所北 - 熊野田小学校前 - 夕日丘三丁目 - 北条小学校前 - 緑地公園駅前
  - 土休日のみ。
  - 前述の豊中営業所移転に伴う改正後も、引き続き当営業所で運行されていたが、2021年4月1日改編で廃止（最終運行は3月28日）。一部区間は同日新設される豊中東西線（95系統、吹田担当[40]）が代替、当系統および豊中病院線のみが経由していた停留所が廃止となる[12]。

### 豊中病院線
その名の通り、大阪モノレール・柴原阪大前駅前にある市立豊中病院へのアクセスを目的としており、平日のみ運行される。運賃は区間制（豊中市内220円、大阪市内210円を初乗りとする。廃止時）。
下記の2つの系統の区間便はないが、土休日に緑地公園駅前 - 豊中間のみを運行する阪北線91系統が事実上の代替・区間便となっていた。
前述の豊中営業所移転に伴う改正後も、91系統とともに引き続き運行されていたが、2021年4月1日改編で両系統とも廃止。64系統沿線については豊中東西線の開設および代替交通として豊中市による予約制乗合タクシー（阪急タクシー運行）が当路線の廃止による空白地を埋める形で運行を行う。
- 64系統：加島駅前 - 大島町 - 豊南町南 - 小曽根三丁目 - 小曽根小学校前 - 北条小学校前 - 緑地公園駅前 - 北条小学校前 - 夕日丘三丁目 - 熊野田小学校前 - 豊中市役所北 - 北桜塚 - 豊中 - 蛍池 - 阪大豊中学舎前 - 柴原駅
  - 64系統は、加島線の廃止後は加島駅に乗り入れる唯一の阪急バス路線となった（なおかつ、同駅から大阪市外を結ぶ唯一の路線となった）が、当路線も廃止され加島駅から阪急バスが撤退した。
- 66系統：柴原駅 → 柴原口 → 豊中 → 北桜塚 → 豊中市役所北 → 熊野田小学校前 → 熊野町西 → 上野坂下 → 上野坂 → 上野口 → 柴原駅
  - 66系統は、上記経路の片方向循環で運行される。また、「東豊中団地前」「上野西三丁目」「柴原口」（上野口発車後のみ）の各停留所付近を通過するが、運行経路や停留所の位置関係上停車する事が出来ない。

### クリーンランド線
阪急曽根（曽根駅）から西に向かい、大阪国際空港の南側にある清掃工場・豊中市伊丹市クリーンランドに併設されていた余熱利用施設「クリーンスポーツランド」とを結ぶ路線。1998年の同施設のオープンに合わせ、利便性向上のために「クリーンスポーツランド線」として同年2月1日に開設された。運賃は220円均一（廃止時）であった。
開設当初の本数は1日16往復（1時間当たり1 - 2本）だが、最大で2時間運行がない時間帯もあった。阪急曽根の他、クリーンスポーツランドでも阪急伊丹へ向かう伊丹市営バス（23系統）に乗り継ぎができるが、同線の本数もさほど多くない。 この系統には、休日ダイヤ（日曜・祝日ダイヤ）が設定されておらず、「月〜金曜日」「土曜日」「日曜日」という他路線にはあまりない特殊なダイヤが設定されていた。そのため、祝日・国民の休日も該当する曜日のダイヤで運行される。
1日の乗客が100人以下の典型的な赤字路線で、赤字分は豊中市が補填していた。2005年度には、運行時間帯の見直しや阪急バス自身での人件費削減などによって補助額の削減を行った。
その後豊中市議会で利倉・利倉西エリアへの乗り入れが議論され、2010年12月11日よりコミュニティバス路線の『エコラボbus』として第2のスタートを切った。しかし、2013年3月31日をもってエコラボBusの運行を終了し、4月1日より一般路線（クリーンランド線）として再開した。
前述の豊中営業所移転に伴う改正後も、大きな変更なく引き続き運行していたが、2021年4月1日の改編により当路線を東西に延長し、緑地公園駅（西口） - 履正社高校 - 阪急曽根駅（同日付で阪急曽根停留所を改称） - クリーンランド - イオンモール伊丹（JR伊丹駅東口）間を結ぶ豊中東西線（95系統）に再編されたとともに吹田営業所に移管された。
- 96系統：阪急曽根 - 原田中一丁目 - クリーンランド前

### 利倉循環線
「クリーンスポーツランド線」を利倉（とくら）・利倉西エリアに延伸する形で、猪名川公園前まで運行していたコミュニティバス路線。愛称は「エコラボbus」。
3年間の実証試験運行という名目上、2010年12月11日より運行されていたが、利用客の増加が見込めないとして、予定通り2013年3月31日をもって運行を終了。翌日よりクリーンスポーツランド線の運行が再開（同時にスポーツランドの休館に伴いクリーンランド線に改称）された。
- 1系統：阪急曽根 → 原田中一丁目 → クリーンスポーツランド前 → 原田中一丁目 → 利倉二丁目 → こうづしま幼稚園前 → 猪名川公園前 → こうづしま幼稚園前 → 利倉二丁目 → 原田中一丁目 → 阪急曽根
- 2系統：阪急曽根 → 原田中一丁目 → 利倉二丁目 → こうづしま幼稚園前 → 猪名川公園前 → こうづしま幼稚園前 → 利倉二丁目 → 原田中一丁目 → クリーンスポーツランド前 → 原田中一丁目 → 阪急曽根
- 3系統：阪急曽根 → 原田中一丁目 → 利倉二丁目 → こうづしま幼稚園前 → 猪名川公園前 → こうづしま幼稚園前 → 利倉二丁目 → 原田中一丁目 → 阪急曽根

### 梅田～エキスポシティ線
多くの鉄道路線が乗り入れる大阪の一大ターミナルである梅田と、吹田市の万博記念公園内にあった遊園地「エキスポランド」の跡地に開業した複合施設"EXPOCITY"をノンストップで結ぶ路線。
2016年6月下旬〜7月の土休日と指定日に、阪急観光バスにより運行されていた無料シャトルバスを常設路線化する形で、2016年9月17日に運行を開始した。土日祝日限定の運行で1日7往復が設定されているほか、正月などの大型連休やセール期間には特別運行も予定されている。平日の運行はない。2020年6月運行分までは豊中営業所が運行を担当していたが、2020年7月からは担当営業所が吹田営業所に変更となった（その後、当路線は2022年5月に廃止）
特筆すべきは、1便につきバス1台で最大60名の定員制が採られていることである。乗車整理券の発行などはなく先着順であり、定員に達した場合は次便を待つことになる。この定員制がある関係で、本路線では原則として座席定員の多い車両が使用されている。
梅田での乗り場は、大阪梅田駅高架下にある阪急三番街高速バスターミナル隣に位置する。停留所名は「阪急梅田駅（阪急三番街）」であり、阪北線や廃止された加島線の「梅田」停留所とは位置も名称も異なっている。なお、本路線の停留所と同じ場所に、梅田地域を循環運転しているコミュニティバス「うめぐるバス」の乗り場もあるが、こちらは「阪急大阪梅田駅」を名乗っており、場所は同じながら停留所名に相違が生じている。
所要時間は約40分。2020年8月現在の運賃は大人片道650円である。本路線では、運賃支払い時にhanica各種定期券(通勤/通学/スクールパス/グランドパス65)・hanica環境定期券制度・PiTaPa登録型割引・スルッとKANSAI 2day/3dayチケットはいずれも利用できない。
運行開始記念として、2016年9月17日から10月10日までの期間に、交通系ICカードを利用して本路線に乗車し、運賃の支払いに使用したICカードをEXPOCITY館内にある端末にタッチすると、EXPOCITY内にあるOSAKA ENGLISH VILLAGE併設のCNN Cafeで利用可能なコーヒー100円券がもらえるキャンペーンが実施された。
- 阪急梅田駅（阪急三番街） - （途中無停車） - 万博記念公園駅（エキスポシティ前）

### UMEGLE-BUS（うめぐるバス）
現在吹田営業所が運行。阪急バス吹田営業所#UMEGLE-BUS（うめぐるバス）を参照。

### 有馬急行線
2008年9月1日の改正にて全体としての本数を15往復から17往復に増便した一方で、下記の普通（各停）便を廃止し、梅田・新大阪・千里NT - 有馬の輸送に特化した運行形態となった。
- 普通：梅田（阪急三番街） - 新大阪 - 千里ニュータウン - 宝塚IC - 西宮名塩 - 西宮北IC - 山口支所前 - 上山口 - 中野 - 有馬
  - 上記掲載停留所以外には停車しない。有馬行きは、梅田 - 千里NT間が乗車のみ、西宮北IC - 有馬間が降車のみ。大阪行きは、有馬 - 西宮北ICが乗車のみ、千里NT - 梅田間が降車のみ。宝塚IC・西宮名塩間では乗降ともに可能。

## 過去の高速線・急行線
| 路線名                                 | 愛称                     | 共同運行会社             | 備考                                                                                                   |
| -------------------------------------- | ------------------------ | ------------------------ | --- |
| 大阪梅田・京都 - 横浜・浜松町・品川線  | シャトー号               | 羽田京急バス             | [ 注 26 ]                                                                                              |
| 大阪梅田・京都 - 池袋線                | -                        | 西武バス                 | [ 注 26 ]                                                                                              |
| 大阪 - 新宿・渋谷線                    | -                        | 京王バス東               | 阪急観光バスに移管                                                                                     |
| 大阪梅田・京都 - 横浜・品川・池袋線    | -                        | -                        | [ 注 26 ]                                                                                              |
| 大阪 - 千葉線                          | -                        | 京成バス                 | [ 注 27 ]                                                                                              |
| 千葉・TDR・東京駅・横浜 - 大阪・神戸線 | -                        | 京成バス                 | 2015年4月1日より京成バスの単独運行。大阪での予約発券および折返し整備は阪急バスで継続。                 |
| 大阪 - 金沢線                          | -                        | 北鉄金沢バス             | 2020年4月1日より休止                                                                                   |
| 大阪・京都 - 静岡線                    | -                        | しずてつジャストライン   | 2015年4月1日よりしずてつの単独運行                                                                     |
| 大阪 - 飯田線                          | アルペン飯田号           | -                        | 1992年2月1日休止、1995年2月1日廃止                                                                     |
| 大阪 - 伊那線                          | アルペン伊那号           | 伊那バス・信南交通       | 2015年4月1日より阪急観光バスに移管                                                                     |
| 大阪 - 福井線                          | -                        | 京福バス・福井鉄道       | 2017年4月1日より阪急観光バスに移管                                                                     |
| 大阪 - 津名・洲本線                    | パールエクスプレス洲本号 | 淡路交通                 | 2017年4月1日より阪急観光バスに移管                                                                     |
| 大阪 - 福知山・綾部・舞鶴線            | -                        | 京都交通・日交シティバス | 日交シティバスは2008年11月1日から参加                                                                  |
| 大阪 - 岡山・倉敷線                    | -                        | 下津井電鉄               | 1991年2月16日休止、1999年2月16日廃止                                                                   |
| 大阪 - 湯原温泉線                      | -                        | 中鉄バス→中鉄北部バス    | |
| 大阪 - 米子線                          | -                        | -                        | [ 注 30 ]                                                                                              |
| 大阪・神戸 - 山口・下関線              | ふくふく大阪号           | サンデン交通             | 2000年9月1日休止（サンデン交通単独運行化）、 路線自体はその後も存続していたが、2013年6月末廃止。       |
| 大阪 - 丸亀線                          | さぬきエクスプレス       | 四国高速バス             | 路線自体は現在も存続。                                                                                 |
| 大阪 - 福岡線                          | ムーンライト号           | 西日本鉄道               | 後藤寺発着分（1993年8月1日、ちくご号に統合）。 福岡発着は阪急観光バスに移管後、2017年3月31日まで運行。 |
| 大阪 - 久留米・大牟田・荒尾線          | ちくご号                 | 西日本鉄道               | 1999年2月1日休止、2000年2月1日廃止                                                                     |
| 大阪 - 佐賀・唐津線                    | サガンウェイ号           | 西日本鉄道・昭和自動車   | 1993年9月1日休止、1994年9月1日廃止                                                                     |
| 大阪 - 中津・別府・大分線              | ゆのくに号               | 大分交通・亀の井バス     | 1994年3月1日休止、1999年2月21日廃止                                                                    |
| 大阪 - 鹿児島線                        | さつま号                 | 南国交通                 | 2012年9月30日をもって廃止                                                                              |
| 西宮線、有馬温泉線                     | USJ直通バス              | -                        | |
| 京都急行線                             | -                        | -                        | [ 注 31 ]                                                                                              |

### 大阪 - 金沢線
路線概要
大阪市と金沢市を結ぶ路線。1980年代末期の高速バスブーム当時から計画され、専用の車両エアロクイーンWまで用意されながら長年実現していなかった（阪急と北鉄で開業予定も西日本JRバスが参入を希望した為、阪急が反発して話がまとまらなかった。阪急の車両エアロクイーンWは岡山線に転用）。運行を開始したのは2004年3月6日のこと。2020年4月1日より休止。
2009年9月30日までは京滋バイパス経由だったが、翌10月1日からは京都深草への停車開始により、名神高速経由に変更された。
さらに、2011年3月16日からは金沢市内の経路を変更。金沢駅前から兼六園下まで延伸し、大阪側でも新大阪への乗り入れを開始している。
停車停留所
大阪梅田（阪急三番街）  - 新大阪 - 千里ニュータウン - 名神高槻 - 京都深草 ⇔ 尼御前 - 北陸小松 - 松任海浜公園 - 駅西合庁前 - 金沢駅前 - 武蔵ヶ辻 - 香林坊 - 兼六園下
備考
昼行便のみながら、車両は独立3列シート29人乗り、床下中間に化粧室・仮眠室を配した夜行便仕様のものが充当されている。エアロエースがメインだが、エアロクイーンが運用される場合もある。

### 臨時路線
- 新幹線代替バス（1995年、阪神・淡路大震災直後に設定）
  - 新大阪 - 広島線（3月5日から4月9日まで、1日2往復運行）[52]
  - 新大阪 - 岡山線（2月17日から4月14日まで）[52]
  - 大阪 - 岡山線（1月30日から4月20日まで）[52]
- 淡路花博直行バス『ダイレクト・フローラ号』
  - 2000年3月18日から9月17日まで、会場と阪急梅田間で運行。
- 愛知万博直行バス
  - 2005年3月25日から9月25日まで、会場と阪急梅田間で運行。

### プレミアム・アウトレット 直行ショッピングバス
2005年11月より運行された、りんくうプレミアム・アウトレットへの買い物客向けのツアーバス（募集型企画旅行）。同施設を運営するチェルシージャパンが協賛している。
2007年7月からは、新規開業した神戸三田プレミアム・アウトレットに向けても運行を開始。2010年7月分より、主催社が阪急バスから阪急観光バスに移管された。
- 大阪 - 神戸三田線（大阪梅田→神戸三田プレミアム・アウトレット→大阪梅田）
  - 2007年7月6日から運行を開始した募集型企画旅行。土日祝やバーゲン期間に運行。
- 大阪 - りんくう線（大阪梅田→りんくうプレミアム・アウトレット→大阪梅田）
  - 2005年11月18日 - 2010年3月28日の土日祝、5thアニーバーサリーキャンペーン・プレミアム・バーゲンなどのバーゲン期間に運行。